# Kalle Anka & C:o - Den kompletta årgången
Kalle Anka & C:o - Den kompletta årgången är en bokserie med disneyserier utgiven av Egmont Kärnan. Utgivningen, som startade 1998, samlar de äldsta årgångarna av serietidningen Kalle Anka & C:o från 1948 och framåt. 
Utöver faksimiltryck av tidningarna innehåller varje bok även ett förord skrivet av en ankist eller annan serievetare. Ämnen som behandlats i dessa förord inkluderar bl.a. seriehistoria, biografiska översikter, tematiska litterära analyser och personliga nostalgiska tillbakablickar. 
Bokserien var från början inte avsedd att sträcka sig längre än till år 1956, det sista år då Kalle Anka & C:o utkom som månadstidning, men goda försäljningsresultat medförde att utgivningen fortsatte. Under andra halvåret 2006 har man kommit fram till 1961 och tog då en paus för att i stället återtrycka Walt Disney's Serier från 1954-56. Därefter återupptog man utgivningen med 1964 års tidningar. Från och med 1967 del 1 innehåller volymerna inga reguljära förord, då dessa istället ersätts med blandat relevant extramaterial, kortare artiklar, tidigare opublicerade omslag etc. 
| Bok        | Innehåller Kalle Anka & C:o                                        | Förord | Tryckår |
| ---------- | ------------------------------------------------------------------ | --- | ------- |
| 1948       | Innehåller Kalle Anka & C:o nr. 1-4/1948                           | När Kalle Anka & C:o kom till Sverige av Stefan Diös                                                                                                   | 1998    |
| 1949 Del 1 | Innehåller Kalle Anka & C:o nr. 1-6/1949                           | Kalle Anka & C:o - de första åren av Stefan Diös | 1999    |
| 1949 Del 2 | Innehåller Kalle Anka & C:o nr. 7-12/1949                          | Kalle Anka & C:o - Carl Barks med kolleger erövrar Sverige av Stefan Diös                                                                              | 1999    |
| 1950 Del 1 | Innehåller Kalle Anka & C:o nr. 1-6/1950                           | När 60 öre inte längre räcker av Stefan Diös | 2000    |
| 1950 Del 2 | Innehåller Kalle Anka & C:o nr. 7-12/1950                          | Vägen till den kompletta ankan av Stefan Diös | 2000    |
| 1951 Del 1 | Innehåller Kalle Anka & C:o nr. 1-7/1951                           | Carl Barks 27/3 1901 - 25/8 2000 av Stefan Diös | 2001    |
| 1951 Del 2 | Innehåller Kalle Anka & C:o nr. 8-12 samt 9B och 11B/1951          | Carl Barks, konsthantverkaren av Stefan Diös | 2001    |
| 1952 Del 1 | Innehåller Kalle Anka & C:o nr. 1-6 samt 2B och 5B/1952            | Den gamle ankmannen av Stefan Diös (om Carl Barks) | 2001    |
| 1952 Del 2 | Innehåller Kalle Anka & C:o nr. 7-12 samt 9B och 11B/1952          | Inte en dag utan Kalle Anka av Stefan Diös (om Floyd Gottfredson, Al Taliaferro och Bob Karp)                                                          | 2001    |
| 1953 Del 1 | Innehåller Kalle Anka & C:o nr. 1-6 samt 1B, 3B och 5B/1953        | Den svenska ungdomens fostrare av Stefan Diös (om Axel Norbeck)                                                                                        | 2002    |
| 1953 Del 2 | Innehåller Kalle Anka & C:o nr. 7-12 samt 7B, 9B, 11B och 12B/1953 | Dubbla delikatesser av Stefan Diös (om Walt Disney's Serier)                                                                                           | 2002    |
| 1954 Del 1 | Innehåller Kalle Anka & C:o nr. 1-5 samt 1B och 2B/1954            | Musmästaren från Missouri av Stefan Diös (om Paul Murry)                                                                                               | 2002    |
| 1954 Del 2 | Innehåller Kalle Anka & C:o nr. 6-12/1954                          | Till storms mot "Serieeländet" av Claes Reimerthi | 2002    |
| 1955 Del 1 | Innehåller Kalle Anka & C:o nr. 1-6/1955                           | Jag minns mina ankor av Per Sjöblom | 2002    |
| 1955 Del 2 | Innehåller Kalle Anka & C:o nr. 7-12/1955                          | C:o - inte bara Kalle Anka av Stefan Diös | 2002    |
| 1956 Del 1 | Innehåller Kalle Anka & C:o nr. 1-6/1956                           | Näst bäst är inte så illa av Stefan Diös (om Tony Strobl)                                                                                              | 2003    |
| 1956 Del 2 | Innehåller Kalle Anka & C:o nr. 7-13/1956                          | I Disneytidningarnas gryning av Germund Silvegren | 2003    |
| 1957 Del 1 | Innehåller Kalle Anka & C:o nr. 1-6/1957                           | En mästares verk av Magnus Knutsson | 2003    |
| 1957 Del 2 | Innehåller Kalle Anka & C:o nr. 7-13/1957                          | Skickliga hantverkare med personliga stilar av Olof Silverbo (om Dick Moores, Jack Bradbury, Carl Buettner, Gil Turner, Al Hubbard och Frank McSavage) | 2003    |
| 1957 Del 3 | Innehåller Kalle Anka & C:o nr. 14-20/1957                         | Den försvunna skatten av Göran Ribe | 2003    |
| 1957 Del 4 | Innehåller Kalle Anka & C:o nr. 21-27/1957                         | De gav oss vår läskeblask av Stefan Diös (om Per Anders och Maibrit Westrin)                                                                           | 2003    |
| 1958 Del 1 | Innehåller Kalle Anka & C:o nr. 1-6/1958                           | I fablernas värld av Fredrik Strömberg | 2004    |
| 1958 Del 2 | Innehåller Kalle Anka & C:o nr.7-12/1958                           | Kalle och Elvis - i tiden av Olle Dahllöf | 2004    |
| 1958 Del 3 | Innehåller Kalle Anka & C:o nr. 13-19/1958                         | Familjedrama i fabelvärlden av Fredrik Strömberg | 2004    |
| 1958 Del 4 | Innehåller Kalle Anka & C:o nr. 20-26/1958                         | Bland bovar, busar och banditer av Claes Reimerthi | 2004    |
| 1959 Del 1 | Innehåller Kalle Anka & C:o nr. 1-7/1959                           | Fortsätttning i nästa nummer av Kjell Croné | 2004    |
| 1959 Del 2 | Innehåller Kalle Anka & C:o nr. 8-15/1959                          | Kvinnorna i Disneyserierna av Fredrik Strömberg | 2004    |
| 1959 Del 3 | Innehåller Kalle Anka & C:o nr. 16-23/1959                         | "De andra" i Ankeborg med omnejd av Fredrik Strömberg                                                                                                  | 2005    |
| 1959 Del 4 | Innehåller Kalle Anka & C:o nr. 24-31/1959                         | Evangelium enligt Disney av Per Sjöblom | 2005    |
| 1959 Del 5 | Innehåller Kalle Anka & C:o nr. 32-39/1959                         | En ankpurists bekännelser av Karl-Erik Tallmo | 2005    |
| 1960 Del 1 | Innehåller Kalle Anka & C:o nr. 1-8/1960                           | Framtidstro och utopiska visioner av Fredrik Strömberg                                                                                                 | 2005    |
| 1960 Del 2 | Innehåller Kalle Anka & C:o nr. 9-16/1960                          | Vi samlade Kalle Anka & C:o av Olle Dahllöf | 2005    |
| 1960 Del 3 | Innehåller Kalle Anka & C:o nr. 17-25/1960                         | Hela Ankeborg är en scen av Fredrik Strömberg | 2005    |
| 1960 Del 4 | Innehåller Kalle Anka & C:o nr. 26-34/1960                         | Working Class Hero av Per Sjöblom | 2006    |
| 1960 Del 5 | Innehåller Kalle Anka & C:o nr. 35-43/1960                         | Elementärt, min käre Disney av Fredrik Strömberg | 2006    |
| 1960 Del 6 | Innehåller Kalle Anka & C:o nr. 44-52/1960                         | Jul med Kalle Anka och Hemmets Journal av Olle Dahllöf                                                                                                 | 2006    |
| 1961 Del 1 | Innehåller Kalle Anka & C:o nr. 1-9/1961                           | Med tanke på miljön – Carl Barks bakgrundsteckningar av Göran Ribe                                                                                     | 2006    |
| 1961 Del 2 | Innehåller Kalle Anka & C:o nr. 10-18/1961                         | Äventyr i teknikens värld av Karl-Erik Tallmo | 2006    |
| 1961 Del 3 | Innehåller Kalle Anka & C:o nr. 19-27/1961                         | Dumas och Disney - musketörer är vi allihop! av Fredrik Strömberg                                                                                      | 2006    |
| 1961 Del 4 | Innehåller Kalle Anka & C:o nr. 28-36/1961                         | Status, stil och stålar - Överklassen i Ankeborg av Claes Reimerthi                                                                                    | 2006    |
| 1961 Del 5 | Innehåller Kalle Anka & C:o nr. 37-44/1961                         | Robinson & C:o av Fredrik Strömberg | 2006    |
| 1961 Del 6 | Innehåller Kalle Anka & C:o nr. 45-52/1961                         | Kalle Anka och det kalla kriget av Claes Reimerthi | 2007    |
| 1962 Del 1 | Innehåller Kalle Anka & C:o nr. 1-9/1962                           | Jules Verne - äventyrens namn av Fredrik Strömberg | 2007    |
| 1962 Del 2 | Innehåller Kalle Anka & C:o nr. 10-18/1962                         | När Kalle var kung av Claes Reimerthi | 2007    |
| 1962 Del 3 | Innehåller Kalle Anka & C:o nr. 19-27/1962                         | Homeros av Fredrik Strömberg | 2007    |
| 1962 Del 4 | Innehåller Kalle Anka & C:o nr. 28-36/1962                         | Shake, rattle and roll av Claes Reimerthi | 2007    |
| 1962 Del 5 | Innehåller Kalle Anka & C:o nr. 37-44/1962                         | Tusen och en anka av Fredrik Strömberg | 2007    |
| 1962 Del 6 | Innehåller Kalle Anka & C:o nr. 45-52/1962                         | Möss och ankor i den Disneyfierade västern av Germund von Wowern                                                                                       | 2007    |
| 1963 Del 1 | Innehåller Kalle Anka & C:o nr. 1-9/1963                           | Att samla på Disneysamlarbilder" av Anders Grönlund | 2007    |
| 1963 Del 2 | Innehåller Kalle Anka & C:o nr. 10-18/1963                         | Carl Barks: På helt rätt väg i Anderna av Germund von Wowern                                                                                           | 2007    |
| 1963 Del 3 | Innehåller Kalle Anka & C:o nr. 19-27/1963                         | Pirater i sikte! av Fredrik Strömberg (om Robert Louis Stevenson)                                                                                      | 2008    |
| 1963 Del 4 | Innehåller Kalle Anka & C:o nr. 28-36/1963                         | Hugget i sten av Claes Reimerthi (om statyer i Kalle Anka)                                                                                             | 2008    |
| 1963 Del 5 | Innehåller Kalle Anka & C:o nr. 37-44/1963                         | Kalle Anka i plast av Anders Grönlund (om Disneyfigurer i plast)                                                                                       | 2008    |
| 1963 Del 6 | Innehåller Kalle Anka & C:o nr. 45-52/1963                         | Jag är inte en anka! Frankensteins monster i Disneys värld av Fredrik Strömberg                                                                        | 2008    |
| 1964 Del 1 | Innehåller Kalle Anka & C:o nr. 1-9/1964                           | Med Kalle i en föränderlig värld av Claes Reimerthi | 2009    |
| 1964 Del 2 | Innehåller Kalle Anka & C:o nr. 10-18/1964                         | Ludwig von Anka - expert på allt! av Fredrik Strömberg                                                                                                 | 2009    |
| 1964 Del 3 | Innehåller Kalle Anka & C:o nr. 19-27/1964                         | Månmän, rymdbus och andra UFO:n av Claes Reimerthi | 2009    |
| 1964 Del 4 | Innehåller Kalle Anka & C:o nr. 28-36/1964                         | 60-talet genom en seriespegel av Fredrik Strömberg | 2009    |
| 1964 Del 5 | Innehåller Kalle Anka & C:o nr. 37-45/1964                         | Här har du ditt liv, Zeke Varg! av Claes Reimerthi | 2009    |
| 1964 Del 6 | Innehåller Kalle Anka & C:o nr. 46-53/1964                         | Kung Artur och riddarna kring Disneys bord av Fredrik Strömberg                                                                                        | 2009    |
| 1965 Del 1 | Innehåller Kalle Anka & C:o nr. 1-9/1965                           | Kalle i København av Niels Houlberg Hansen | 2010    |
| 1965 Del 2 | Innehåller Kalle Anka & C:o nr. 10-18/1965                         | Knase Anka och Studioprogrammet av David Gerstein | 2010    |
| 1965 Del 3 | Innehåller Kalle Anka & C:o nr. 19-27/1965                         | Spökplumpen – Disneys ondaste skurk av Thomas Schrøder                                                                                                 | 2010    |
| 1965 Del 4 | Innehåller Kalle Anka & C:o nr. 28-36/1965                         | Jim Fletcher, Disney och Hollywood av Floyd Norman | 2010    |
| 1965 Del 5 | Innehåller Kalle Anka & C:o nr. 37-44/1965                         | Disneys Overseas Comic Book Program av Carson Van Osten                                                                                                | 2010    |
| 1965 Del 6 | Innehåller Kalle Anka & C:o nr. 45-52/1965                         | Minnenas Disney – serietidningstecknare som jag minns dem av Carson Van Osten                                                                          | 2010    |
| 1966 Del 1 | Innehåller Kalle Anka & C:o nr. 1-9/1966                           | Då Dante mötte Disney av Niels Houlberg Hansen | 2010    |
| 1966 Del 2 | Innehåller Kalle Anka & C:o nr. 10-18/1966                         | På grön kvist – Disney och miljöfrågorna av Claes Reimerthi                                                                                            | 2010    |
| 1966 Del 3 | Innehåller Kalle Anka & C:o nr. 19-27/1966                         | Spel med Kalle Anka av Anders Grönlund | 2011    |
| 1966 Del 4 | Innehåller Kalle Anka & C:o nr. 28-36/1966                         | En mus i tiden av Germund von Wowern | 2011    |
| 1966 Del 5 | Innehåller Kalle Anka & C:o nr. 37-44/1966                         | Världens flitigaste författare av Niels Houlberg Hansen (om Vic Lockman)                                                                               | 2011    |
| 1966 Del 6 | Innehåller Kalle Anka & C:o nr. 45-52/1966                         | Äventyren som trollband av Karl-Erik Lindkvist | 2011    |
| 1967 Del 1 | Innehåller Kalle Anka & C:o nr. 1-9/1967                           | 67 67 Var har du tagit vägen nu? - Ulf Lundell av Karl-Erik Lindkvist                                                                                  | 2011    |
| 1967 Del 2 | Innehåller Kalle Anka & C:o nr. 10-18/1967                         | Dynamisk mix och gamla favoriter... av Germund von Wowern                                                                                              | 2011    |